# Brígida de Iorque
Brígida de Iorque (em inglês: Bridget; Palácio de Eltham, 10 de novembro de 1480 — Kent, 1517) foi uma princesa inglesa como filha do rei rei Eduardo IV e de Isabel Woodville.

## Família
Ela era uma irmã mais nova de Isabel de Iorque, Maria de Iorque, Cecília de Iorque, Eduardo V, Margarida de Iorque, Ricardo de Shrewsbury, 1º Duque de Iorque, Ana de Iorque, Jorge Plantageneta, Duque de Bedford, e Catarina de Iorque. Ela também foi uma tia de Henrique VIII de Inglaterra.

## Biografia
Brígida nasceu em Eltham, Londres, em 10 de novembro de 1480 e foi batizada pelo bispo de Chicester, Edward Story, no dia seguinte, sendo suas madrinhas, Cecília Neville, a duquesa viúva de Iorque e sua irmã mais velha Isabel e seu padrinho, William Wayneflete, bispo de winchester. A tia de Brígida, Margarida, Lady Maltravers, foi sua madrinha de confirmação. Provavelmente foi nomeada em homenagem a Santa Brígida de Suécia.
Seus pais decidiram que aquela princesa seria destinada á vida religiosa. Então, entre os anos de 1486 e 1492, Brígida foi entregue ao convento de Dartford, em Kent, na Inglaterra, onde se tornou monja dominicana.
Manteve contato com a rainha, sua irmã, Isabel de Iorque, que pagou algumas de suas despesas e frequentemente lhe escreveu. Só deixou o convento uma vez para assistir o funeral de sua mãe, Isabel de Woodville em 1492. Morreu em 1517 aos 37 anos.